# Casbia cremnias
Casbia cremnias är en fjärilsart som beskrevs av Edward Meyrick 1892. Casbia cremnias ingår i släktet Casbia och familjen mätare. Inga underarter finns listade i Catalogue of Life.